# The Last Seduction
The Last Seduction is een Amerikaanse neo noir uit 1994 onder regie van John Dahl. Actrice Linda Fiorentino werd voor haar hoofdrol hierin genomineerd voor een BAFTA en won onder meer een Independent Spirit Award. De film zelf werd een National Board of Review Award toegekend. Opvolger The Last Seduction II kwam uit in 1999, met daarin andere acteurs.
The Last Seduction is eigenlijk een bioscoopfilm, maar omdat de Amerikaanse betaalzender HBO hem uitzond vóór hij in de filmhuizen in de roulatie ging, dong hij nooit mee naar filmprijzen uitgereikt aan titels op het grote scherm.

## Verhaal
Bridget Gregory is een harde zakelijke verkoopster. Ze is getrouwd met Clay die op de zwarte markt medicijnen verkoopt. Ze woont met hem in New York. Hij doet goede zaken door een grote partij 'farmaceutische cocaïne' aan een bende te verkopen en zodoende $700.000,- mee naar huis te nemen. Hij en Bridget hebben een schuld van $100.000,- uitstaan bij een woekeraar en kunnen met de rest doen wat ze willen. Wanneer hij gaat douchen, gaat zij er alleen met het totale bedrag vandoor.
Mike Swale zit met zijn vrienden in Beston wat te drinken in een bar. Hij heeft het even gehad met zijn leven, zit af te wachten tot zijn scheiding van zijn wettelijke echtgenote Trish rond is en wil weg uit het plaatsje waar hij zich met handen en voeten gebonden voelt. Hij trekt de stoute schoenen aan wanneer Bridget binnenloopt, die zich door hem laat oppikken en met hem naar bed gaat. Voor haar is dit een avontuurtje, voor hem een mogelijk nieuw hoofdstuk in zijn leven. Ze vertrekt de volgende dag zonder dat Swale ook maar haar naam weet. Wanneer ze contact opneemt met advocaat Frank Griffith om zich te laten scheiden van Clay, meldt deze Bridget dat dit wel een tijd kan duren en dat ze daarom zo lang moet zorgen dat ze niet gevonden wordt.
Bridget neemt de volgende dag een baan aan in Beston waarvoor ze eigenlijk overgekwalificeerd is. Ze is bedreven in het achteruit schrijven van woorden en neemt zodoende de schuilnaam Wendy Kroy aan (gebaseerd op 'New York'). Geheel onverwacht loopt ze bij haar nieuwe werkgever Swale tegen het lijf, die er ook werkt als schade-expert. Hij is nog steeds uit op liefde. Aangezien ze onverwacht nog een tijd in Beston zal blijven, promoveert ze hem tot vaste sekspartner. Clay heeft op zijn beurt inmiddels privé-detective Harlan ingehuurd om zijn echtgenote op te sporen.
Bridgets favoriete hobby is het bespelen van mensen, wat ze Swale ook vertelt. Als 'grap' spoort ze zodoende via zijn adressenbestand een vrouw op die waarschijnlijk door haar man geslagen wordt. Ze biedt haar telefonisch aan haar echtgenoot te laten verdwijnen in ruil voor een financiële vergoeding. Dit om de meeluisterende Swale ervan te overtuigen dat er daadwerkelijk vrouwen zijn die dit aanbod aannemen. Wanneer ze semi-serieus voorstelt het echt te doen, loopt Swale verontwaardigd weg.
De eerstvolgende keer dat ze elkaar spreken, vertelt Swale dat hij toch met haar samen wil zijn, maar dat moord hem echt te ver gaat. Zij maakt hem niettemin wijs dat ze het inmiddels echt heeft gedaan en toont hem de koffer met gestolen geld, die ze zogenaamd als betaling heeft gekregen. Als Swale echt met haar wil zijn, moet dat volgens haar op basis van gelijkwaardigheid. Daarom zal Swale 'ook' een moord moeten plegen. Zodoende stuurt ze hem op Clay af.

## Rolverdeling
| Acteur           | Personage       |
| ---------------- | --------------- |
| Linda Fiorentino | Bridget Gregory |
| Bill Pullman     | Clay Gregory    |
| Peter Berg       | Mike Swale      |
| Bill Nunn        | Harlan          |
| J.T. Walsh       | Frank Griffith  |
| Brien Varady     | Chris           |